# Passage Beaufils
Pour les articles homonymes, voir Beaufils.
Le passage Beaufils est une voie du 20e arrondissement de Paris, en France.

## Situation et accès
Le passage Beaufils est situé dans le 20e arrondissement de Paris. Il débute au 13, rue du Volga et se termine au 82, rue d'Avron.

## Origine du nom
Cette voie a pris le nom du propriétaire des terrains sur lesquels elle a été ouverte.

## Historique
Cette voie est créée sous sa dénomination actuelle en 1826 et est classée dans la voirie parisienne par un arrêté municipal du 2 décembre 1992.